# Evangelische Kirche Mildenau

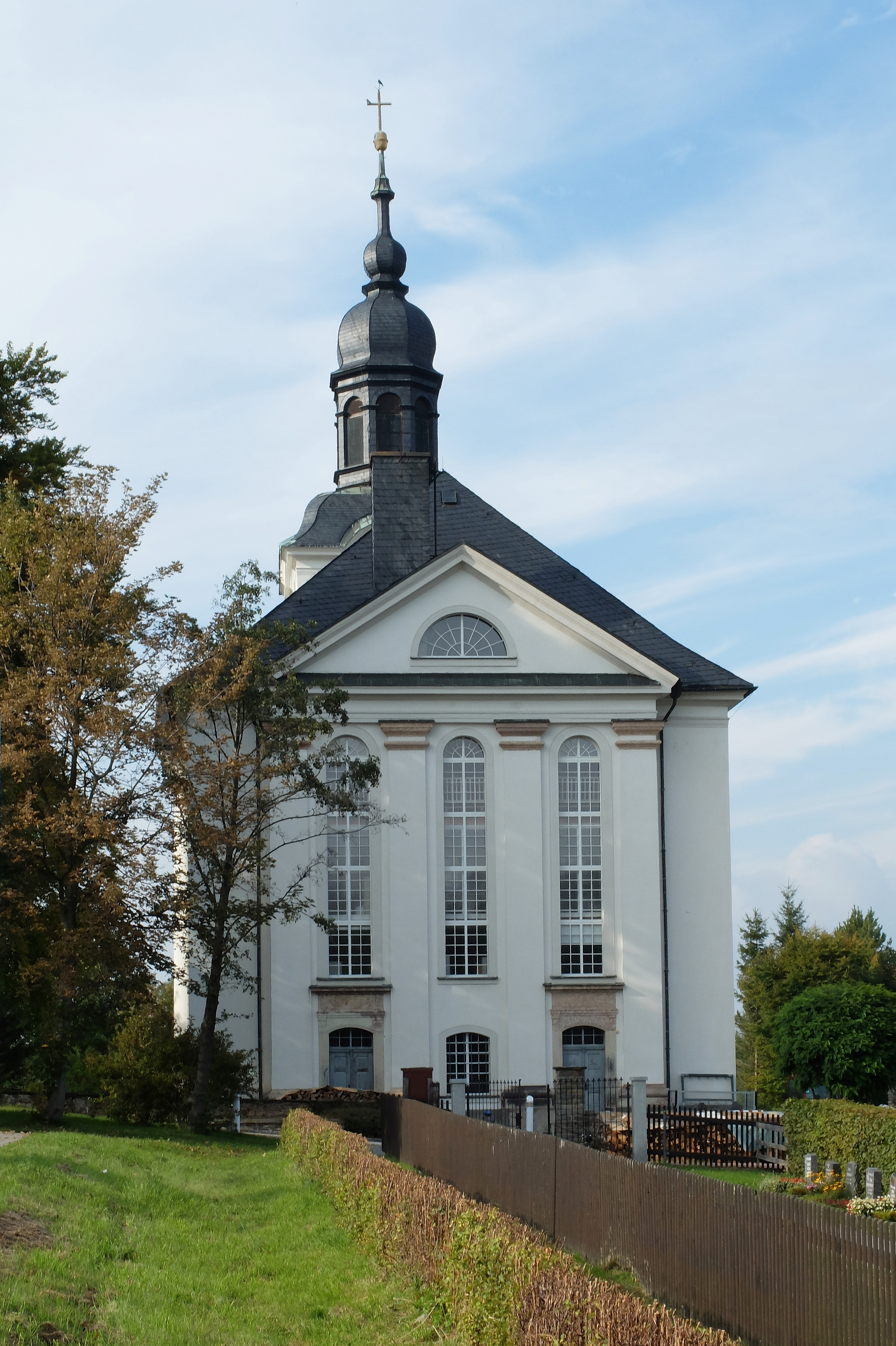
Evangelische Kirche in Mildenau

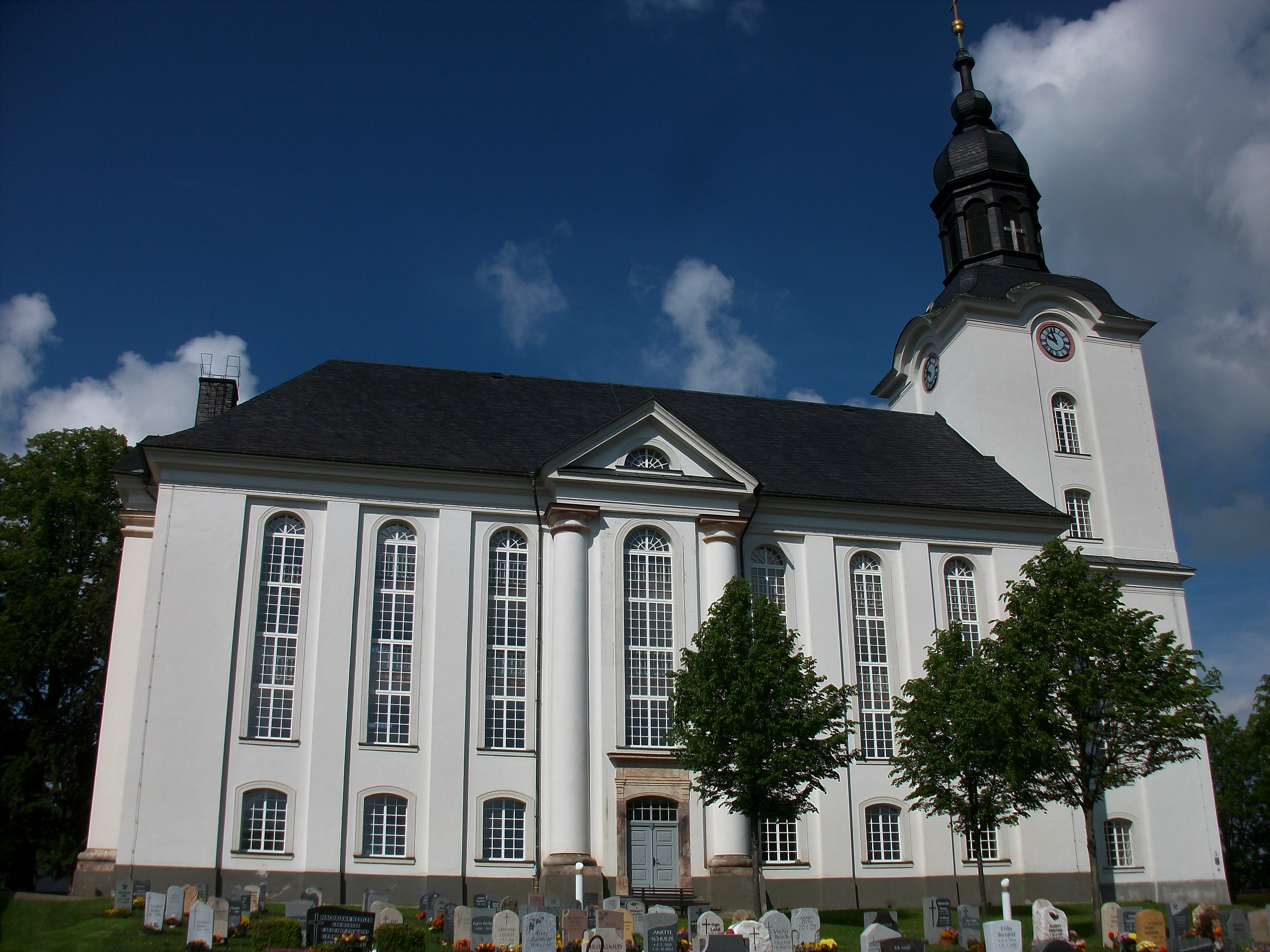
Seitenansicht

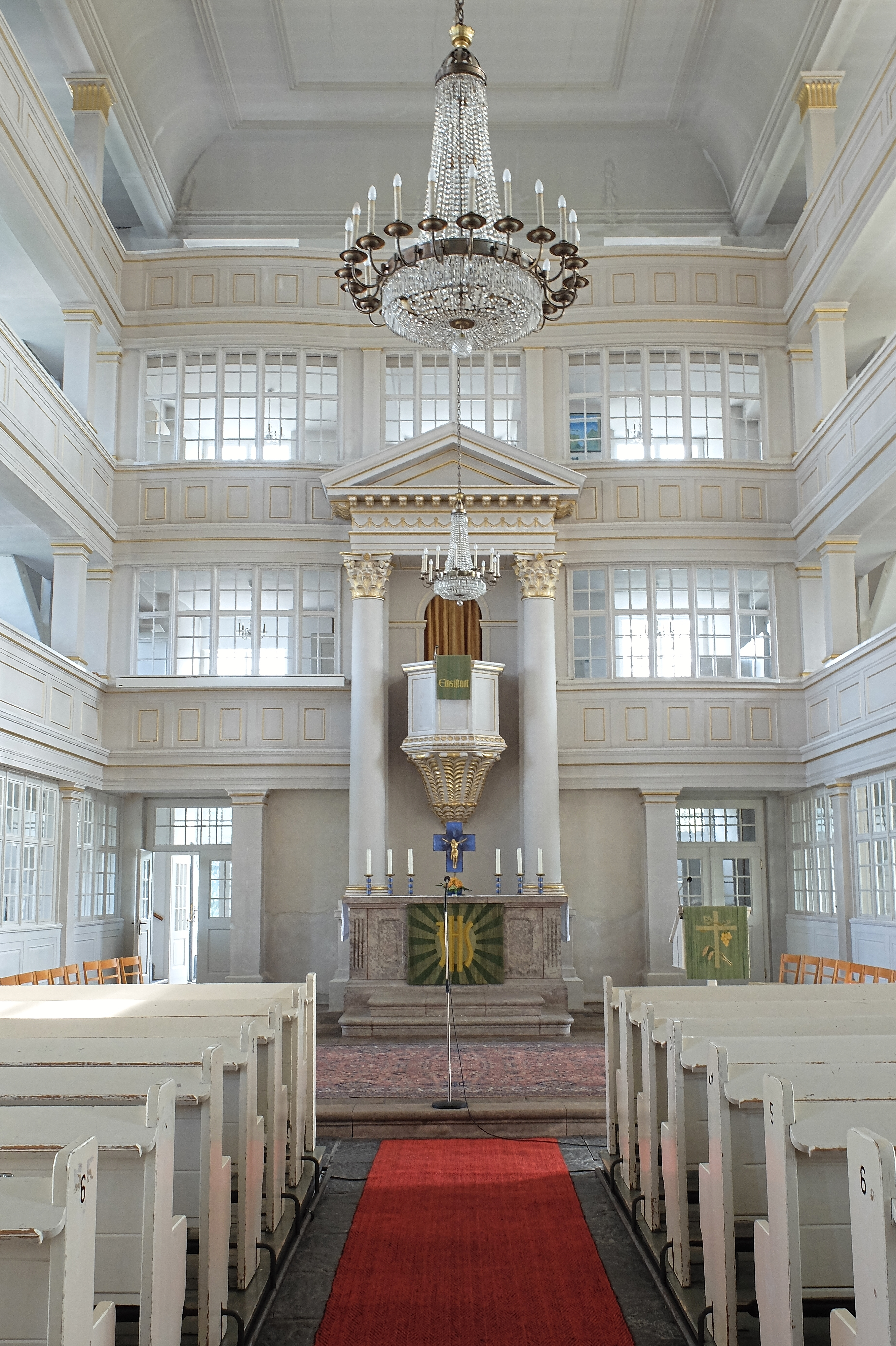
Innenansicht mit Kanzelaltar

Die Evangelische Kirche zu Mildenau, einer Gemeinde im Erzgebirgskreis in Sachsen, wurde von 1834 bis 1839 errichtet. Die Kirche an der Dorfstraße 76 ist ein geschütztes Kulturdenkmal.

## Geschichte
Die Weihe der Kirche, die 1114 Personen Platz bietet, wurde am 27. Oktober 1839 feierlich begangen.
Die klassizistische Emporenhalle mit Nordturm, nach Plänen des Baumeisters Christian Friedrich Uhlig (1774–1848) errichtet, ist eine der größten Dorfkirchen im Erzgebirge. Nach dem Brand im Jahr 1945 erfolgte der Wiederaufbau im Wesentlichen nach dem historischen Vorbild. 
Die Seitenschiffe sind durch drei Emporen in vier Geschosse unterteilt. Die Muldendecke des Mittelschiffs hat steile Kanten und ihres flachen Teils zu den flachen Decken der Seitenschiffe ist etwa zu groß wie die höhe des obersten Emporengeschosses, sodass def oberste Teil des Mittelschiffs gleichsam ein fünftes Geschoss bildet. Somit ist die Kirche auch eine Pseudobasilika.

## Orgel

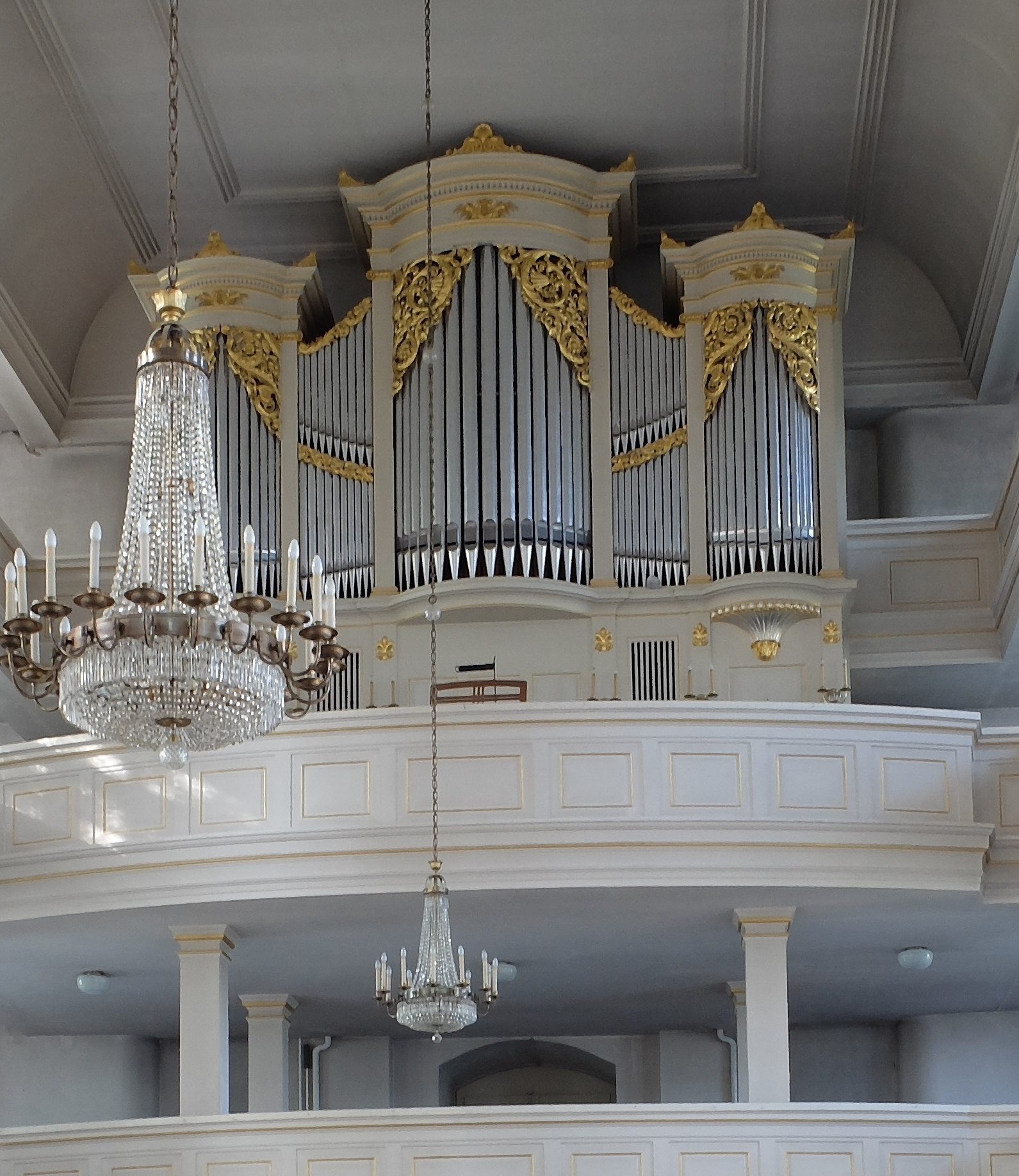
Schmeisser-Orgel der Kirche Mildenau

Von 1838 bis 1840 schuf Anton Jehmlich aus Zwickau dort seine Orgel als Opus 10. 1886 erfolgte eine Reparatur nach Wasserschaden. Die Orgel wurde 1945 Beim Brand aufgrund des Bombenangriffs auf den Ort vernichtet.
Die heutige  Orgel ist ein pneumatisches Werk der Firma Reinhard Schmeisser aus Rochlitz aus dem Jahr 1951, das unter Verwendung von Teilen der 1874 von Wilhelm Eduard Schmeisser für das ehemalige königliche Lehrerseminar in Grimma erbauten Orgel errichtet wurde.
Das Instrument hat zwei Manuale plus Pedal sowie 28 Register. Es wurde 1984 von Reinhold Forberger aus Thum-Jahnsbach instand gesetzt und umdisponiert. Das Orgelgehäuse ist ein Neubau für Mildenau, der dem Prospekt der Orgel aus dem Seminar in Grimma nachempfunden wurde. 
Weitere Angaben zur OrgelWindladen:	Kegelladen; Spieltraktur: pneumatisch; Registertraktur:	pneumatisch; Spielhilfen, Koppeln:	Normalkoppeln, zwei frei Kombinationen, Tutti. Die Disposition der Orgel ist online unter dem unten genannten Weblink zu finden.

## Als Filmkulisse
Überregionale Bekanntheit erlangte die Kirche zu DDR-Zeiten insbesondere als Drehort in der aufwendig produzierten DEFA-Verfilmung Rapunzel oder der Zauber der Tränen (1988) von Ursula Schmenger.